# Starcamp EP
STARCAMP EP — семнадцатый сингл японской певицы и сэйю Наны Мидзуки, выпущенный 6 февраля 2008 года на лейбле King Records.
Сингл поднялся до пятого места японского национального чарта Oricon. Было продано 58,175 копий сингла.
Starcamp EP открывающие и закрывающие темы аниме Rosario + Vampire.

## Список композиций
1. Astrogation — 4:34
  - Слова: Hibiki
  - Музыка и аранжировка: Дзюн Суяма
2. COSMIC LOVE — 4:30
  - Слова: Рёдзи Сонода
  - Музыка и аранжировка: Дзюмпэй Фудзита (Elements Garden)
  - Открывающая тема аниме Rosario + Vampire.
3. Dancing in the velvet moon — 4:34
  - Слова и музыка: Нана Мидзуки
  - Аранжировка: Нориясу Агэмацу (Elements Garden)
  - Закрывающая тема аниме Rosario + Vampire.
4. 空時計 [Сорадокэи] — 4:04
  - Слова: SAYURI
  - Музыка и аранжировка: Цутому Охира

## Чарты
| Чарт                  | Место | Продажи | Время в чарте |
| --------------------- | ----- | ------- | ------------- |
| Oricon Weekly Singles | #5    | 58,175  | 14 недель     |